# Goniurosaurus gollum
Goniurosaurus gollum — вид геконоподібних ящірок родини еублефарових (Eublepharidae). Описаний у 2020 році.

## Етимологія
Вид названий на честь Голлума — персонажа серії книг «Володар кілець» Дж. Толкіна, за схожу звичку мешкати в печерах і виснажене тіло.

## Поширення
Ендемік Китаю. Описаний на основі трьох екземплярів, зібраних із вапнякової печери в повіті Хуайцзі в провінції Гуандун.

## Опис
Тіло завдовжки близько 9 см, не враховуючи хвоста. Забарвлення тіла жовтувато-коричневе з темно-коричневими плямами неправильної форми.